# Mostyska
Mostyska (ukrainsk: Мости́ська, polsk: Mościska, begge i flertal), er en lille by i Javoriv rajon, Lviv oblast (region) i Ukraine. Den er hjemsted  for administrationen af Mostyska urban hromada, en af hromadaerne i Ukraine. I 2023 havde byen  16.945 indbyggere. Byen ligger i den vestlige del af Sian-lavlandet ca. 14 km fra  grænsen til Polen.